# 崇阳街道 (南平市)
崇阳街道是中国福建省南平市建阳区下辖的一个街道办事处。2022年，经南平市人民政府批复同意，原建阳区下辖的潭城、童游2个街道拆分为为潭城、童游、崇泰、崇阳、宝山5个街道。2022年8月19日，崇阳街道正式挂牌成立。

## 行政区划
崇阳街道共辖3个社区、2个行政村，分别是：
焦源社区、云谷社区、狮子山社区、新村和南林村。